# Docirava macrocalcata
Docirava macrocalcata là một loài bướm đêm trong họ Geometridae.